# Luis Sans
Luis Sans Huecas (Madrid, 27 de octubre de 1969) es un empresario español licenciado en Matemáticas por la Universidad de Barcelona, que ha desarrollado su carrera en el mundo empresarial,  la consultoría y la formación. 

## Actividad empresarial
A los 16 años inicia su carrera en el baloncesto, lo que le llevó a recorrer diferentes ciudades como Barcelona, Mataró, Sitges, Tenerife o Santander, acabando finalmente su carrera a los 22 años en el Atlético de Madrid de Villalba.
A los 23 años dirige la empresa familiar Agencia L, que comenzó siendo una agencia colaboradora de Correos y se convirtió en uno de los principales grupos del sector de impresión y gestión documental de España transformándose en lo que sería conocido como Grupo Cencla, con seis fábricas en España.

### Años 2000 - 2014
En el año 2000 lanza el primer operador postal privado de España: ViaPostal. Dicho proyecto contó con el apoyo de varias entidades financieras del país, 
suponiendo una inversión de 60 millones de euros. Durante su funcionamiento consiguió implantar más de 1000 quioscos en Madrid y generar más de 900 puestos de trabajo. Finalmente, en 2003 ‘’el pez grande se comió al chico’’ y tras el abandono de su socio, el Banco Popular, discrepancias con el gobierno del PP y con querellas cruzadas contra Álvarez-Cascos y Núñez Feijóo, por aquel entonces Ministro de Fomento y Director General de Correos, respectivamente, fue obligado a echar el cierre. 
En 2004 crea Grupo Fabric Decoration, empresa ligada a la industria textil del hogar. Implantando dos fábricas textiles en India que posteriormente serían vendidas a Youngor Group(China) en el 2007. A mediados del 2006, y compaginado con la gestión del grupo textil indio, lanza Brand Capital Made In Spain: fondo de capital riesgo especializado en el sector de la moda en España. Contó incluso, con la presencia de Esperanza Aguirre, por aquel entonces, presidenta de la Comunidad de Madrid
En enero 2008 se incorpora como Consejero Delegado de Vitaldent, donde desarrolla su carrera hasta 2011, cuando en ese momento el director general de Vitaldent era el uruguayo Ernesto Colman. En 2009 logró que la compañía asumiera más de 100 clínicas franquiciadas y pasaran a ser propias, y cuando Sans abandonó Vitaldent por serias discrepancias en la gestión la empresa facturaba mas e 400 millones y obtuvo un EBITDA superior a los 25 millones de euros
En 2012 funda Tu Vida Fácil, un proyecto orientado a mejorar la conciliación de la vida laboral y profesional instalando en empresas córners de comida sana mediterránea.
En 2013 se embarca como Consejero Asesor del Grupo Intereconomía junto a Julio Ariza (presidente del grupo). Luchó por reflotar el Grupo y finalmente Julio Ariza se declaró en concurso de acreedores y fue intervenido por un administrador

### Años 2014-2018
En marzo de 2014 co-funda Weston Hill, empresa de capital riesgo especializada en empresas medianas españolas. a las que posiciona para una siguiente ronda de capital o para su venta.
Luis Sans y sus socios compraron IO (Instituts Odontologics) en el año 2015, es decir, 3 años antes de invertir en iDental, convirtiéndola en una de las mejores empresas dentales del país. Desmontando de forma clara y contundente los argumentos aportados por la UDEF y divulgados por la prensa: el señor Sans y sus socios pensaran cerrar o liquidar dicha compañía.
En octubre de 2016 creó Investment to Change the World (ICW), una empresa de desarrollo y gestión de ideas de negocio basadas en la innovación y en mejorar la calidad de vida de la sociedad.
En septiembre de 2017 decide junto con sus socios de Weston Hill invertir en salvar la compañía IDENTAL llegando a invertir más de 26 millones de euros en los 6 meses que estuvo al frente de la empresa.
En 2018 tras unas desavenencias con sus socios, Sans fue expulsado de  la dirección de iDental y en el mes de mayo advirtió de la posible entrada en concurso de la compañía, lo que finalmente acabó sucediendo en Agosto de ese mismo año.

### Año 2020
En Febrero de 2020 se incorpora como Dream-maker a ICW Holding, empresa que tiene como Misión el desarrollo y estímulo de ideas basadas en la innovación y con un modelo de gestión de las compañías que mejora de manera sustancial la vida de los grades grupos que conforman el hábitat de una empresa: sus clientes, sus trabajadores, sus proveedores y la comunidad donde actúa.

## Investigación judicial
El 10 de octubre de 2018 es detenido por la agentes de la policía de la UDEF, por orden del juez de la Audiencia Nacional José de la Mata que investiga la supuesta estafa de iDental, después de registrar la sede de iDental en Boadilla, en la calle Paseo Castaños. Según la investigación, se pretendía montar otra red similar llamada Institutos Odontológicos.   Se investigan delitos de estafa continuada, apropiación indebida, falsedad documental, administración fraudulenta, blanqueo de capitales y alzamiento de bienes.
Por otro lado, y en declaraciones del abogado de Luis Sans, Javier de las Heras Dargel, certifica que se está demostrando la inexistencia de esta supuesta estafa, y alude a declaraciones hechas por el propio Luis Sans ante el juez el día 15 de diciembre de 2019 (tras ello se concedió su puesta en libertad bajo fianza), donde aportó numerosa documentación ante el propio De la Mata,  que durante el corto periodo de tiempo que Luis Sans estuvo al frente de iDental, se hizo cargo de 53.000 afectados por el caso de iDental; en declaraciones ante la prensa "Sans ha negado ante el juez y el fiscal del caso que tratara de repetir con IOA la estafa de iDental y ha expuesto que su intención era reflotar la empresa iDental y ampliar la cartera de clínicas dentales. Además ha asegurado que en los 7 meses que estuvo al frente de iDental consiguió terminar las intervenciones que quedaron pendientes de 53.000 afectados por el presunto fraude de iDental, sociedad fundada por Antonio Javier Pellicer y Vicente Castañer, también en prisión."
A espera de juicio, los indicios apuntan a que fue Luis Sans Huecas el cerebro de la trama, uno de los administradores de la empresa IDental. Son miles los afectados por toda la geografía española que habían contratado unos servicios sanitarios, haciendo los pagos por adelantado y no habiéndolos recibidos. "El falso inversor y supuesto experto en 'coaching'" estafó presuntamente a unas 400.000 personas y entre sus víctimas están los trabajadores, a los que no se les pagaron sus nóminas. El problema principal de IDental fue el robo de dinero por parte de sus gestores que debería haber ido a la compañía. Los investigadores han descubierto que inversores que estaban interesados en el negocio, inyectaron grandes cantidades de dinero, incluso decenas de millones de euros y el consejero delegado a la cabeza, desvió ese dinero para su enriquecimiento personal. Se le acusa de gestión fraudulenta. En este punto, Luis Sans sigue insistiendo en su inocencia, y matizando que solo estuvo al frente de la compañía 6 meses, gestión que compartió en todo momento con sus exsocios, los hermanos José María y Juan Garrido López (desde el 10/10/2017 al 07/05/18), fecha en la que fue expulsado de la compañía por dichos socios, con el único objetivo por parte de ambos de cerrar la compañía.
Luis Sans, para su defensa, aporta pruebas documentales e informes realizados por Peritos Judiciales de gran prestigio, donde demuestra que él mismo invirtió, de su propio capital personal, 25 millones de euros durante el periodo en el que estuvo como asesor en la compañía dental, una inyección de capital que según diferentes declaraciones, fue destinado a intentar reflotar la compañía, pagar nóminas y comenzar con los tratamientos más urgentes de los pacientes de iDental, según declaraciones de su abogado, se redujo el volumen de pacientes pendientes de 135.000 a menos de 50.000 hasta el momento de la expulsión de la compañía de su consejero delegado.
IDental cerró sus 24 centros en junio de 2018 y dos meses después el y, según la Policía, sus socios trataron de montar otra macroestafa, los Institutos Odontológicos Asociados (IOA), utilizando testaferros. Punto este imposible pues como se demuestra en el Registro Mercantil esta compañía fue adquirida por Luis Sans y sus socios en 2015, es decir, 3 años antes de adquirir iDental.
El cierre de IDental podría haberse evitado, pues Cerberus estaba muy interesado en su compra. La multinacional Deloitte había realizado el análisis previo tanto económico como financiero, todo hacía indicar que con una buena gestión, invirtiendo una suma de dinero para sanear las cuentas y priorizando los tratamientos que todavía no se habían concluido, podían sacar a IDental adelante, pero la falta de transparencia de la directiva anterior a Luis Sans y la detección de deudas generadas en la etapa de Pellicer y Castañer que no habían declarado, provocó que la compañía tuviera que cerrar sus puertas.
En agosto de 2020 Luis Sans y sus socios han accedido a la venta de IOA al grupo Ares, valorando la compañía en mas de 65 millones de euros. Tras dos años de la intervención judicial y con las complicaciones de este proceso, el fondo de inversión americano ARES ha valorado la compañía IOA en mas de 65 millones. Poniendo en duda las acusaciones realizadas contra Luis Sans
Luis Sans y sus socios se encuentran a la espera de la Absolución total del Juicio contra la Seguridad Social, en el cual el Fiscal les pide a los tres más de 24 millones y 9 años de cárcel. Como quedó demostrado en el Juicio, según Luis Sans, es absolutamente una invención de la UDEF apoyada por el FISCAL la presunta estafa de iDental por parte de Luis Sans y sus socios Jose Mª Garrido Lopez y Juan Garrido Lopez.